# Frutose-6-fosfato
A frutose-6-fosfato, ou 6-fosfato de frutose, é um dos intermediários da glicólise. A glicólise é a seqüência de degradações enzimáticas da glicose, que inicia com esta e chega ao ácido pirúvico ou piruvato.

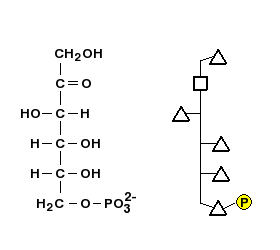
Estrutura da frutose 6-fosfato mostrada utilizando projeção de Fischer, à esquerda, e modelo poligonal, à direita.